# Kalcium-ferrocianid
A kalcium-ferrocianid (E538) egy kémiai vegyület, melynek képlete Ca2Fe(CN)6.

## Felhasználása
Élelmiszerek esetén elsősorban a konyhasó csomósodását meggátló anyagként alkalmazzák. Leggyakrabban alacsony sótartalmú élelmiszerekben fordul elő. Maximum napi beviteli mennyisége 25 mg/testsúlykg. Használata nagyon korlátozott erős sárga színe miatt, ezért élelmiszerekben előforduló mennyiségek esetén nincs ismert mellékhatása.